# Tầng Cenoman
| Hệ/ Kỷ                                | Thống/ Thế   | Bậc/ Kỳ    | Tuổi (Ma) | Tuổi (Ma) |
| ------------------------------------- | ------------ | ---------- | --------- | --------- |
| Paleogen                              | Paleocen     | Đan Mạch   | trẻ hơn   | trẻ hơn   |
| Creta                                 | Thượng /Muộn | Maastricht | 66.0      | 72.1      |
| Creta                                 | Thượng /Muộn | Champagne  | 72.1      | 83.6      |
| Creta                                 | Thượng /Muộn | Santon     | 83.6      | 86.3      |
| Creta                                 | Thượng /Muộn | Cognac     | 86.3      | 89.8      |
| Creta                                 | Thượng /Muộn | Turon      | 89.8      | 93.9      |
| Creta                                 | Thượng /Muộn | Cenoman    | 93.9      | 100.5     |
| Creta                                 | Hạ/Sớm       | Alba       | 100.5     | ~113.0    |
| Creta                                 | Hạ/Sớm       | Apt        | ~113.0    | ~125.0    |
| Creta                                 | Hạ/Sớm       | Barrême    | ~125.0    | ~129.4    |
| Creta                                 | Hạ/Sớm       | Hauterive  | ~129.4    | ~132.9    |
| Creta                                 | Hạ/Sớm       | Valangin   | ~132.9    | ~139.8    |
| Creta                                 | Hạ/Sớm       | Berrias    | ~139.8    | ~145.0    |
| Jura                                  | Thượng /Muộn | Tithon     | già hơn   | già hơn   |
| Phân chia kỷ Creta theo ICS năm 2017. |              |            |           |           |

Tầng Cenoman trong niên đại địa chất là kỳ đầu tiên của thế Creta muộn, và trong thời địa tầng học thì nó là bậc dưới cùng của thống Creta trên. Kỳ Cenoman tồn tại từ ~ 100.5 Ma đến 93.9 Ma (Ma: Megaannum, triệu năm trước).
Kỳ Cenoman kế tục kỳ Alba của thế Creta sớm, và tiếp sau là kỳ Turon của thế Creta muộn.
Tầng Cenoman là đồng niên với tầng Woodbin của thang thời gian khu vực Vịnh Mexico và phần đầu của tầng Eaglefordi của thang thời gian khu vực Bờ Đông Hoa Kỳ.
Vào cuối kỳ Cenoman, một sự kiện thiếu oxy đã diễn ra, được gọi là sự kiện ranh giới Cenoman-Turon hoặc "sự kiện Bonarelli", có liên quan đến một sự kiện tuyệt chủng nhỏ đối với các loài sinh vật biển.

## Địa tầng
Tầng Cenoman được nhà cổ sinh vật học Alcide d'Orbigny người Pháp xác lập trong tài liệu khoa học vào năm 1847. Tên của nó bắt nguồn từ tên Latin của thành phố Pháp Le Mans tỉnh Sarthe là Cenomanum. 44°23′33″B 5°30′43″Đ / 44,3925°B 5,5119°Đ
Đáy của tầng Cenoman (cũng là đáy của thống Creta trên) ứng với lần xuất hiện đầu tiên của trùng lỗ loài Rotalipora globotruncanoides trong bản ghi địa tầng. Hồ sơ tham chiếu chính thức (GSSP) cho đáy của Cenoman nằm ở vết lộ trên sườn phía tây của Mont Risou, gần làng Rosans trong Alps thuộc Pháp (Hautes-Alpes), 44°23′33″B 5°30′43″Đ / 44,3925°B 5,5119°Đ. Đáy tầng, trong hồ sơ tham khảo, nằm dưới đỉnh của Hệ tầng hỗn hợp Marnes.
Đỉnh của Cenoman (đáy của tầng Turon) là ở lần xuất hiện đầu tiên của ammonit loài Watinoceras devonense.
Hóa thạch chỉ thị quan trọng đối với Cenoman là các loại ammonit Calycoceras naviculare, Acanthoceras rhotomagense, và Mantelliceras mantelli.